# 3 pistole contro Cesare
3 pistole contro Cesare è un film del 1967 diretto da Enzo Peri.

## Trama
L'americano Whitty, il giapponese Lester e il francese Etienne, raggiungono tutti e tre una miniera d'oro. Giunti sul posto scoprono di essere tutti e tre i figli del proprietario della miniera d'oro e di tutto il territorio circostante, un certo Langdon, oramai defunto. Langdon aveva scritto a suo tempo una lettera che Stanford, l’aiutante ubriacone avrebbe dovuto spedire ai suoi tre figli per informarli, ma nel frattempo tutte le proprietà sono passate di mano a uno stravagante megalomane che vive come un imperatore romano e che si fa chiamare Giulio Cesare Fuller.